# Liste des gouverneurs coloniaux de Rhode Island
Ceci est une liste des gouverneurs de la Colonie de Rhode Island et des plantations de Providence de 1640 à 1775.

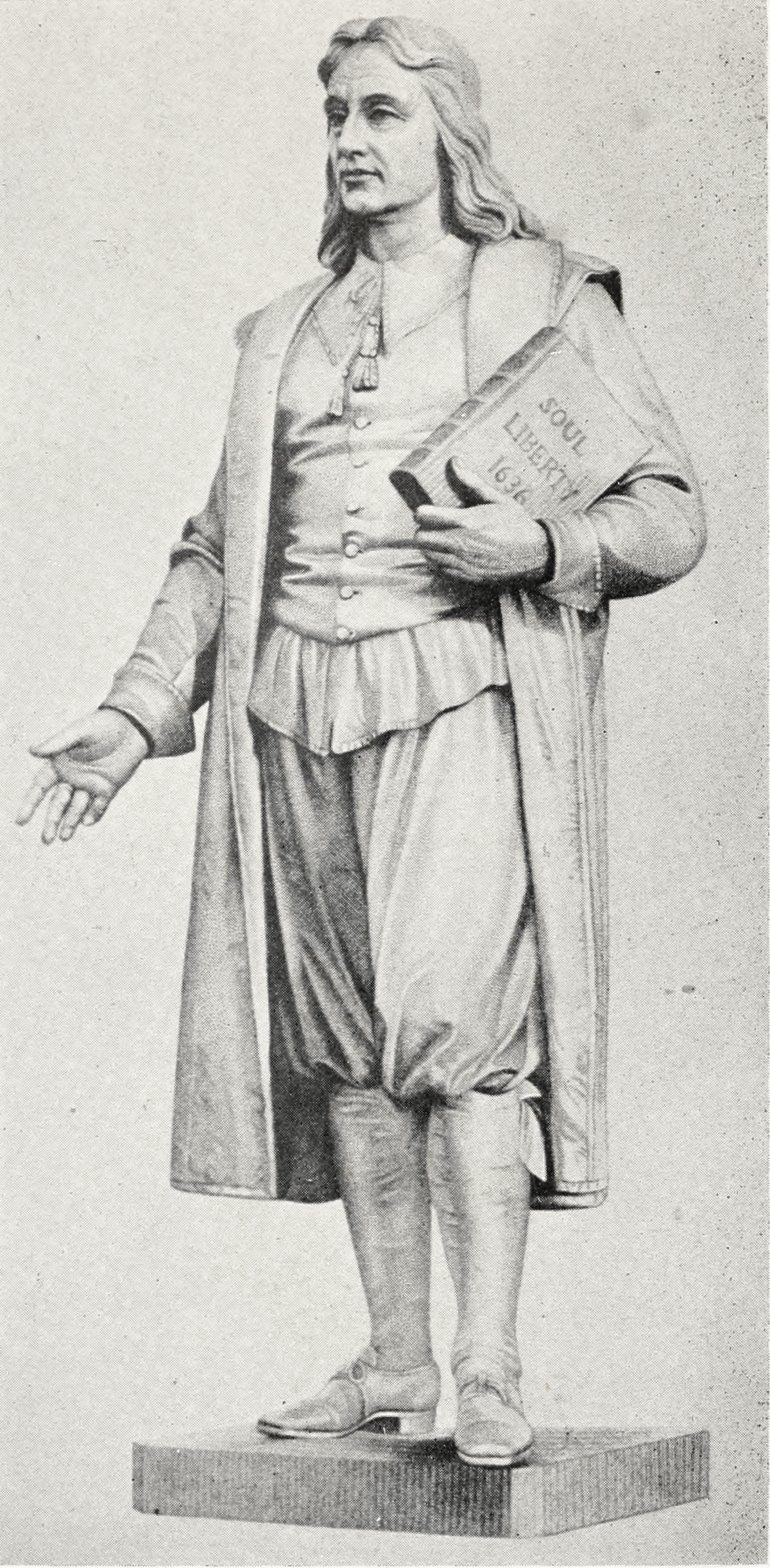
Roger Williams, fondateur du Rhode Island en 1636, Chief Officer de 1644 à 1647, Président de 1654 à 1657

## Chief Officersous lePatentde 1643
- Roger Williams septembre 1644-mai 1647

## Présidents sous thePatentde 1643
- John Coggeshall mai-1647-mai 1648
- Jeremy Clarke mai 1648-mai 1649
- John Smith mai 1649-mai 1650
- Nicholas Easton mai 1650-août 1651
- Samuel Gorton octobre 1651-mai 1652
- John Smith mai 1652-mai 1653
- Gregory Dexter May 1653-May 1654

## Gouverneurs deNewportet dePortsmouthsous la Commission de Coddington
- William Coddington mai 1651-mai 1653
- John Sanford mai 1653-mai 1655

## Présidents sous lePatentde 1643
- Nicholas Easton mai 1654-septembre 1654
- Roger Williams septembre 1654-mai 1657
- Benedict Arnold mai 1657-mai 1660
- William Brenton mai 1660-mai 1662
- Benedict Arnold mai 1662-novembre 1663

## Gouverneurs sous la charte de 1663
- Benedict Arnold novembre 1663-mai 1668
- William Brenton mai 1666-1669
- Benedict Arnold 1669-1672
- Nicholas Easton 1672-1674
- William Coddington 1674-1676
- Walter Clarke 1676-1677
- Benedict Arnold 1677-1678
- William Coddington 1678
- John Cranston 1678-1680
- Peleg Sanford 1680-1683
- William Coddington, Jr. 1683-1685
- Henry Bull 1685-1686
- Walter Clarke 1686

La Charte du Rhode Island est suspendu de 1686 à 1689. À ce moment, c'est Sir Edmund Andros qui sert de Gouverneur.

## Gouverneurs de la colonie
Vacant de mai 1689 à février 1690
- Henry Bull février 1690-mai 1690
- John Easton May 1690-May 1695
- Caleb Carr mai 1695-décembre 1695
- Walter Clarke 1696-1698
- Samuel Cranston 1698-1727
- Joseph Jenckes 1727-1732
- William Wanton 1732-1733
- John Wanton 1734-1740
- Richard Ward 1740-1743
- William Greene 1743-1745
- Gideon Wanton 1745-1746
- William Greene 1746-1747
- Gideon Wanton 1747-1748
- Arthur Fenner, Sr. 1748-1755
- Stephen Hopkins 1755-1757
- William Greene 1757-1758
- Stephen Hopkins 1758-1762
- Samuel Ward 1762-1763
- Stephen Hopkins 1763-1765
- Samuel Ward 1765-1767
- Stephen Hopkins 1767-1768
- Josias Lyndon 1768-1769
- Joseph Wanton 1769-1775